# Daniele Donnarumma
Daniele Donnarumma (Gragnano, Nápoles, 12 de abril de 1992) es un futbolista italiano. Juega como defensa en la posición de defensa y su equipo es el Cesena F. C. de la Serie B de Italia.

## Trayectoria
Donnarumma se formó en las categorías inferiores del Napoli. Desde el 2011 al 2014 el club azzurro lo cedió a préstamo a varios equipos de niveles inferiores: Nocerina, Carpi, Como y Barletta. El 30 de julio de 2014 el joven defensa fichó por el Messina de la Lega Pro (tercer nivel del fútbol italiano en ese entonces).

## Clubes
| Club                       | País   | Año       |
| -------------------------- | ------ | --------- |
| S. S. C. Napoli            | Italia | 2011-2015 |
| A. S. G. Nocerina (cedido) | Italia | 2011      |
| Carpi F. C. (cedido)       | Italia | 2012      |
| Calcio Como (cedido)       | Italia | 2012-2014 |
| S. S. Barletta (cedido)    | Italia | 2014      |
| A. C. R. Messina (cedido)  | Italia | 2014-2015 |
| Cavese 1919                | Italia | 2015-2016 |
| Calcio Lecco 1912          | Italia | 2016      |
| Mantova 1911               | Italia | 2017-2020 |
| S.S. Monopoli 1966         | Italia | 2017-2020 |
| A. S. Cittadella           | Italia | 2020-2023 |
| Cesena F. C.               | Italia | 2023-act. |